# Batterie rapide d'efficience frontale
Pour les articles homonymes, voir BREF.
La batterie rapide d’efficience frontale (BREF) ou Frontal Assessment Battery (FAB) en anglais est un test neuropsychologique élaboré par Dubois et Pillon  en 2000. Cette batterie ayant pour objectif de pouvoir être effectuée au chevet du patient, a pour vocation d'établir et mesurer un syndrome frontal. 

## Constitution
La passation du BREF dure environ dix minutes. 
L’échantillonnage a été effectué sur 42 sujets dits normaux et 121 patients avec des degrés divers de dysfonctionnement des lobes frontaux. 
Cette batterie, destinée à permettre une évaluation rapide des fonctions exécutives au lit du patient, est composée de six sous tests :

### Épreuve des similitudes
Elle explore l’élaboration conceptuelle.
- Le patient doit dire en quoi deux items se ressemblent. Par exemple, quelle est la similitude entre une orange et une banane ; une table et une chaise ; une tulipe, une rose et une marguerite.
- Les bonnes réponses sont respectivement : Fruits, Meubles, Fleurs
- Trois réponses correctes rapportent 3 points
- Deux réponses correctes rapportent 2 points
- Et une réponse correcte correspond à 1 point

### Épreuve d’évocation lexicale
Elle explore la flexibilité mentale, c’est-à-dire la capacité d’adapter ses choix aux contingences.
Il s'agit pour ce sous test de dire le maximum de mots commençant par la lettre S en une minute. 
- Si le patient ne donne aucune réponse dans les 5 premières secondes, on lui donne un exemple « Par exemple Serpent ». Les répétitions ou les variations (par exemple sac et sac de couchage), les noms ou prénoms ne comptent pas.
- Si le patient donne plus de 9 mots différents alors il a 3 points
- S'il donne entre 6 et 9 mots alors on lui accorde 2  points
- S'il donne entre 3 et 5 mots il récolte 1 point

### Séquence gestuelle de Luria
Elle permet d’explorer la programmation des actes moteurs.
Le patient doit alors répéter une séquence de gestes « paume - tranche- poing » effectuée trois fois par l'examinateur avec sa main droite sur sa main gauche. 
Dans un premier temps cette gestuelle est effectuée en simultané avec l'examinateur puis le patient doit refaire cette séquence gestuelle seul.
- Si le patient réussit au moins six séries consécutives seul il récolte 3 points
- Si le patient réussit au moins trois séries consécutives seul il récolte 2 points
- Si le patient ne réussit pas seul mais effectue avec succès simultanément avec l'examinateur on lui donne 1 point.

### Épreuve des consignes conflictuelles
Elle explore la sensibilité aux interférences.
On dit au patient « Tape deux fois quand je tape une fois ». Après s'être assuré de la compréhension de la consigne l'examinateur effectue la série suivante : 1-1-2-1-2-2-2-1-1-2.
- Si le patient ne fait pas d'erreurs alors on lui donne 3 points
- S'il fait une ou deux erreurs il reçoit 2 points
- S'il fait plus de deux erreurs il reçoit 1 point
- Si le patient imite gestuellement l'examinateur quatre fois consécutives on ne lui donne pas de points.

### Épreuve Go–No Go
Elle explore le contrôle inhibiteur.
On dit au patient « Tape une fois quand je tape une fois ». Après s'être assuré de la compréhension de la consigne l'examinateur effectue la série suivante : 1-1-2-1-2-2-2-1-1-2.
- Si le patient ne fait pas d'erreurs alors on lui donne 3 points
- S'il fait une ou deux erreurs il reçoit 2 points
- S'il fait plus de deux erreurs il reçoit 1 point
- Si le patient imite gestuellement l'examinateur quatre fois consécutives on ne lui donne pas de points.

### Recherche d’un comportement depréhension
Elle explore l’autonomie environnementale.
L'examinateur s'assoit en face du patient et place les mains du patient sur ses genoux paume face au ciel, puis l’examinateur approche ses mains de celles du patient sans rien dire et touche la paume des deux mains du patient.
- Si le patient attrape les mains de l'examinateur spontanément alors celui-ci va recommencer l'expérience cette fois-ci en lui demandant de ne pas attraper ses mains.
- Si le patient n'attrape pas les mains de l'examinateur il récolte 3 point
- Si le patient hésite et demande quoi faire il se voit attribuer 2 points.
- Si le patient attrape les mains de l'examinateur sans hésiter il récolte 1 point
- Si le patient attrape les mains de l'examinateur même après qu'on lui ait dit de ne pas le faire alors aucun point ne lui est accordé.

## Aspect neurologique
La BREF est facile à administrer cliniquement et est sensible au dysfonctionnement des lobes frontaux.
La batterie est constituée de six sous-tests évaluant les fonctions cognitives suivantes,, :
- conceptualisation et raisonnement abstrait ;
- flexibilité mentale ;
- programmation motrice et contrôle exécutif de l’action ;
- résistance à l’interférence ;
- contrôle de l’inhibition et autorégulation ;
- autonomie vis-à-vis de l’environnement.

Chacun de ces processus est nécessaire pour élaborer des comportements tournés vers un but et pour adapter ses réponses et ses réactions à des nouvelles situations. Or ces fonctions sont gérées par le cortex préfrontal.
D’autre part, les sous-tests ont été choisis pour leurs corrélations significatives avec le métabolisme frontal, comme l’ont démontré des mesures relatives aux répartitions régionales à l’aide une Tomographie par Émission de Positons (TEP) avec du 18-fluorodeoxyglucose effectuées chez des patients atteints de lésions cérébrales dans les lobes frontaux dont les étiologies sont variées